# Femi Ogunode
Femi Seun Ogunode (* 15. Mai 1991 in Ondo) ist ein katarischer Sprinter nigerianischer Herkunft, der seit 2010 für Katar startberechtigt ist. Sein Bruder Tosin Ogunode ist ebenfalls als Sprinter für Katar aktiv. Er ist aktueller Inhaber der Landesrekord über 100 und 200 Meter und zählt mit vier Goldmedaillen bei Asienspielen sowie vier Titeln bei Asienmeisterschaften zu den erfolgreichsten Leichtathleten seines Landes.

## Sportliche Laufbahn
Erste internationale Erfahrungen sammelte Femi Ogunode bei den Asienspielen 2010 in Guangzhou, bei denen er in 20,43 s und 45,12 s einen Doppelsieg über 200 und 400 Meter feiern konnte. Im Jahr darauf siegte er mit neuem Meisterschaftsrekord von 20,41 s bei den Asienmeisterschaften in Kōbe im 200-Meter-Lauf. Anschließend siegte er bei den Militärweltspielen in Rio de Janeiro über 100 und 200 Meter und stellte dort in beiden Bewerben neue Rekorde auf. Bei den Weltmeisterschaften in Daegu erreichte er im 400-Meter-Lauf das Finale und belegte dort in 45,55 s den achten Platz. Über 200 Meter gelangte er bis in das Halbfinale, in dem er mit 20,58 s ausschied. Es folgte der Gewinn zweier Bronzemedaille und der Sieg über 200 Meter bei den Arabischen Meisterschaften in al-Ain und die Goldmedaille über 100 Meter sowie Silber über 200 Meter bei den Panarabischen Spielen in Doha. Anschließend wurde er positiv auf Clenbuterol getestet und wegen dieses Verstoßes gegen die Dopingbestimmungen für zwei Jahre gesperrt.
Nach Ablauf seiner Sperre gewann er bei den Hallenasienmeisterschaften in Hangzhou in 6,62 s die Silbermedaille hinter seinem Landsmann Samuel Francis im 60-Meter-Lauf. Daraufhin nahm er erstmals an den Hallenweltmeisterschaften im polnischen Sopot teil und gewann dort hinter dem Briten Richard Kilty und Marvin Bracy aus den Vereinigten Staaten in 6,52 s die Bronzemedaille. Beim Continental-Cup in Marrakesch wurde er jeweils Dritter über 100 und 200 Meter, und bei den Asienspielen in Incheon verteidigte er über 200 Meter in 20,14 s seinen Titel und siegte im 100-Meter-Lauf mit neuem Asienrekord von 9,93 s. 2015 siegte er bei den Arabischen Meisterschaften in Madinat Isa über 100 und 200 Meter und gewann bei den Asienmeisterschaften in Wuhan drei Goldmedaillen. Während er sich in 20,32 s bereits seinen zweiten Titel über 200 Meter sicherte, verbesserte er im 100-Meter-Lauf seinen eigenen Asienrekord um zwei Hundertstelsekunden auf 9,91 s und stellte damit einen neuen Meisterschaftsrekord. Auch mit der katarischen 4-mal-400-Meter-Staffel gelangte er in 3:02,50 min so schnell wie kein anderes Team jemals zuvor ins Ziel. Damit qualifizierte er sich erneut für die Weltmeisterschaften in Peking, bei denen er mit 10,00 s im Halbfinale über 100 Meter ausschied, während er über 200 Meter mit 20,27 s im Finale den siebten Platz belegte. Danach siegte er in 19,97 s beim Memorial Van Damme und blieb dabei als erster asiatischer Läufer über 200 Meter unter der 20-Sekunden-Schallmauer.
2016 qualifizierte sich Ogunode über 100 und 200 Meter erstmals für die Olympischen Spiele in Rio de Janeiro, bei denen er in 10,28 s über 100 Meter sowie in 20,36 s auch im Vorlauf über 200 Meter überraschend früh ausschied. Im Jahr darauf wurde er bei den Islamic Solidarity Games in Baku in 11,46 s Siebter über 100 Meter. Anschließend gewann er bei den Asienmeisterschaften in Bhubaneswar in 10,26 s die Silbermedaille hinter dem Iraner Hassan Taftian, während er sich über 200 Meter in 20,79 s Yang Chun-han aus Taiwan und dem Südkoreaner Park Tae-geon geschlagen geben musste. Nachdem er 2018 keinen einzigen Wettkampf bestritt hatte, gelangte er 2019 bei den Asienmeisterschaften in Doha über 200 Meter bis in das Finale, in dem er seinen Lauf wegen einer Verletzung nicht beenden konnte. 2021 siegte er in 10,19 s bei den Arabischen Meisterschaften in Radès und siegte in 20,60 s auch im 200-Meter-Lauf. Anschließend gelangte er bei den Olympischen Spielen in Tokio über beide Distanzen bis ins Halbfinale und schied dort mit 10,17 s bzw. 20,34 s aus. Im Jahr darauf schied er bei den Hallenweltmeisterschaften in Belgrad mit 6,60 s über 60 Meter ebenfalls im Semifinale aus. Im Juli kam er bei den Weltmeisterschaften in Eugene mit 10,52 s nicht über den Vorlauf über 100 Meter hinaus.
2023 belegte er bei den Hallenasienmeisterschaften in Astana in 6,67 s den vierten Platz über 60 Meter und gewann mit der 4-mal-400-Meter-Staffel in 3:09,26 min gemeinsam mit Hussein Ibrahim Issaka, Ismail Doudai Abakar und Ammar Ismail Yahia Ibrahim die Silbermedaille hinter dem kasachischen Team. Ende April siegte er in 10,13 s und 20,70 s über 100 und 200 Meter bei den Westasienmeisterschaften und sicherte sich im Juni auch bei den Arabischen Meisterschaften in Marrakesch in 10,19 s und 20,52 s über beide Distanzen die Goldmedaille. Daraufhin gelangte er bei den Asienmeisterschaften in Bangkok mit 10,25 s auf Rang vier über 100 Meter und wurde in 29,03 s Achter im 200-Meter-Lauf. Ende September schied er bei den Asienspielen in Hangzhou mit 10,40 s im Semifinale über 100 Meter aus und belegte in 20,75 s den vierten Platz über 200 Meter. Im Jahr darauf kam er bei den Hallenasienmeisterschaften in Teheran mit 6,92 s nicht üver die Vorrunde über 60 Meter hinaus.

## Persönliche Bestzeiten
- 100 Meter: 9,91 s (+1,8 m/s), 4. Juni 2015 in Wuhan (katarischer Rekord)
  - 60 Meter (Halle): 6,51 s, 25. Januar 2014 in Flagstaff (katarischer Rekord)
- 200 Meter: 19,97 s (−0,4 m/s), 11. September 2015 in Brüssel (katarischer Rekord)
  - 200 Meter (Halle): 21,36 s, 4. Februar 2010 in Linz (katarischer Rekord)
- 400 Meter: 45,12 s, 22. November 2010 in Guangzhou
  - 400 Meter (Halle): 47,15 s, 13. Februar 2010 in Leipzig